# Спиро Сарджов
Спиро Сарджов е български революционер, охридски войвода на Вътрешната македоно-одринска революционна организация.

## Биография
Спиро Сарджов е роден в град Охрид, тогава в Османската империя. По професия е обущар. Присъединява се към ВМОРО. Член е на Охридския околийски революционен комитет между 1901 и 1903 година
При избухването на Балканската война в 1912 година е доброволец в Македоно-одринското опълчение в Сборна партизанска рота на МОО.